# Anna Łęcka
Anna Łęcka (Skaryszew, 7 de enero de 1980) es una deportista polaca que compitió en tiro con arco, en la modalidad de arco recurvo. Su esposo, Rafał Dobrowolski, compitió en el mismo deporte.
Ganó una medalla de oro en el Campeonato Europeo de Tiro con Arco en Sala de 2000, en la prueba de equipo.

## Palmarés internacional
| Campeonato Europeo en Sala | Campeonato Europeo en Sala | Campeonato Europeo en Sala | Campeonato Europeo en Sala |
| Año                        | Lugar                      | Medalla                    | Prueba                     |
| -------------------------- | -------------------------- | -------------------------- | -------------------------- |
| 2000                       | Spała (Polonia)            | Medalla de oro             | Equipo                     |